# Cristo ou Barrabás
Cristo ou Barrabás é o terceiro álbum de estúdio da banda de rock cristão Katsbarnea, lançado em 1993, tendo sido produzido por Rick Bonadio.
O disco marca uma formação muito diferente da anterior, pelas mudanças causadas por Estevam Hernandes, que queria uma banda de rock pesada, menor e menos voltada a outros gêneros musicais. O disco contém as canções "Cristo ou Barrabás", "Terra", entre outras que se destacaram entre os sucessos da banda.

## Antecedentes
No início de 1991, Estevam Hernandes promoveu uma reforma profunda no Katsbarnea, desligando a maioria dos integrantes da banda, incluindo os vocais de apoio, e mantendo apenas quatro integrantes: Brother Simion (vocal e guitarra), Paulinho Makuko (bateria e vocal), Jadão Junqueira (baixo) e Carlos Nascimento "Tomati" (guitarra). Essa formação visava uma sonoridade mais direta e ligada ao rock e com menos influências de funk e outros gêneros, como era nos primeiros anos da banda. Essa mudança causou opiniões divisivas entre o público e os próprios integrantes. Makuko, anos mais tarde, definiu aquele período do Katsbarnea como confuso.

## Gravação
O álbum foi gravado no estúdio do produtor Rick Bonadio e contou com uma série de músicos convidados. Isso fez com que, entre os álbuns da fase Simion do Katsbarnea, fosse o que tivesse mais participação de instrumentistas externos. A banda contou com a participação do baterista Lufe nas músicas "Meio Fio" e "Congestionamento". A performance do músico não agradou o grupo e Lufe foi dispensado. O músico, na primeira metade da década de 2000, ficaria conhecido como baterista contratado da banda Oficina G3. As demais faixas foram gravadas por Fuka Gomes. Já as guitarras foram tocadas por Mauricio Caruso. Makuko afirmou, em entrevista dada em 2023, que nem ele e nem Tomati participaram das sessões de gravação. Isso causou insatisfação nos dois músicos que, mesmo creditados no álbum, resolveram deixar o Katsbarnea ainda em 1993. Além disso, Paulinho não concordava com a ideia de deixar de ser percussionista do conjunto para ser baterista.

## Lançamento e recepção
| Críticas profissionais | Críticas profissionais |
| Avaliações da crítica  | Avaliações da crítica  |
| Fonte                  | Avaliação              |
| ---------------------- | ---------------------- |
| O Propagador           | [ 7 ]                  |

Cristo ou Barrabás foi lançado pela gravadora brasileira Gospel Records em 1993. O guia discográfico do O Propagador atribuiu uma cotação de 3 estrelas de 5 para o projeto, argumentando que "Praticamente transformado em um projeto de Estevam Hernandes, Cristo ou Barrabás não tem o mesmo brilho da obra anterior, mas mergulha em novos sons".

## Faixas
Todas as composições por Brother Simion e Estevam Hernandes.
1. "Terra"
2. "Parede Branqueada"
3. "Shine on Your Face"
4. "Congestionamento"
5. "Ondas Agitadas"
6. "Cristo ou Barrabás"
7. "Amor"
8. "Remédio pra Dormir"
9. "Meio Fio"
10. "Expressão de Amor"

## Ficha técnica
Banda
- Brother Simion - vocais, guitarra rítmica e harmônica
- Jadão Junqueira - baixo
- Paulinho Makuko - percussão
- Carlos Tomati - guitarra solo

Músicos convidados
- Rick Bonadio - produção musical
- Lufe - bateria em "Congestionamento" e "Meio-fio"[9]
- Mauricio Caruso - guitarra
- Robson Moura - teclado
- Fuka Gomes - bateria em todas as faixas, exceto em "Congestionamento" e "Meio-fio"